# سال کبیسه (آلبوم)
سال کبیسه نام اولین آلبوم محسن یگانه است که بدون مجوز رسمی از جانب وزارت فرهنگ و ارشاد اسلامی روانه بازار شد. یگانه علاقه ای به پخش کار در بازار غیرمجاز نداشت اما وقتی چند اثر آلبوم به سرقت رفت، ناچار به انتشار غیررسمی این آلبوم شد.

## فهرست آهنگ‌ها
| نام ترانه                                      | ترانه‌سرا   | آهنگساز    | تنظیم      |
| ---------------------------------------------- | ---------- | ---------- | ---------- |
| برو برو                                        | محسن یگانه | محسن یگانه | محسن چاوشی |
| خبر نداری                                      | محسن یگانه | محسن یگانه | محسن چاوشی |
| خیال                                           | محسن یگانه | محسن یگانه | محسن چاوشی |
| نشکن دلمو (با هم‌صدایی حامد هاکان و محسن چاوشی) | محسن یگانه | محسن یگانه | محسن چاوشی |
| نفرین                                          | محسن یگانه | محسن چاوشی | محسن چاوشی |
| سال کبیسه                                      | محسن یگانه | محسن چاوشی | محسن چاوشی |
| سرنوشت (با هم‌صدایی حامد هاکان)                 | محسن یگانه | محسن چاوشی | محسن چاوشی |